# Edward Haliżak
Edward Haliżak, właśc. Marian Edward Haliżak (ur. 2 lipca 1950) – polski badacz stosunków międzynarodowych, pracownik naukowy Uniwersytetu Warszawskiego od 1975, w tym w latach 1990–2016 dyrektor Instytutu Stosunków Międzynarodowych UW, założyciel Polskiego Towarzystwa Studiów Międzynarodowych (2009), redaktor Encyklopedii stosunków międzynarodowych (2024).

## Kariera zawodowa
W 1975 – po uzyskaniu stopnia magistra w nauce o polityce – rozpoczął pracę na Uniwersytecie Warszawskim (w Instytucie Stosunków Międzynarodowych). W 1980 uzyskał stopień doktora na podstawie pracy Regionalizm w stosunkach międzynarodowych, w 1988 stopień doktora habilitowanego na podstawie monografii Współpraca naukowo-techniczna Wschód–Zachód, w 1999 tytuł profesora na podstawie monografii Region Azji i Pacyfiku w stosunkach międzynarodowych.
Odbył staże naukowe na uniwersytetach: Kent State University (1984–1985), Pittsburgh University (Fall Semester 1994), University of South California San Diego (Fall Semester 1997).
W latach 1991–2016 pełnił funkcję dyrektora Instytutu Stosunków Międzynarodowych (został wybrany 8 razy w bezpośrednich wyborach przez pracowników Instytutu). Kierował także Zakładem Ekonomii Politycznej Stosunków Międzynarodowych ISM. Po rozwiązaniu ISM w 2019, Edward Haliżak był pracownikiem Katedry Studiów Regionalnych i Globalnych WNPiSM. Od 2020 pracownik emerytowany Uniwersytetu Warszawskiego. 
Od uzyskania dyplomu magisterskiego był związany zawodowo z Instytutem Stosunków Międzynarodowych, gdzie pracował na stanowiskach asystenta-stażysty, adiunkta, profesora UW i profesora zwyczajnego. Od 1982 pełnił funkcję wicedyrektora Instytutu, a w latach 1990–2016 zajmował stanowisko dyrektora Instytutu. 
W 2011 został członkiem Komitetu Nauk Politycznych Polskiej Akademii Nauk. Objął także przewodnictwo Polskiego Towarzystwa Studiów Międzynarodowych. Zaangażowany w utworzenie międzynarodowych stowarzyszeń naukowych, m.in. Central and East European International Studies Association (1993–1996).
Od 1990 wypromował 190 magistrów stosunków międzynarodowych oraz 30 doktorów, m.in. Jakuba Zajączkowskiego. 
Profesor E.M. Haliżak był także działaczem Polskiego Związku Piłki Nożnej.

## Profil badawczy
W pierwszym okresie pracy zawodowej jego zainteresowania badawcze obejmowały problematykę regionalizmu w stosunkach międzynarodowych oraz zagadnienia międzynarodowej współpracy naukowo-technicznej, czego efektem było opublikowanie w latach 80. na łamach czasopisma „Sprawy Międzynarodowe” kilku znaczących artykułów na ten temat, a w 1988 monografii o technologicznej współpracy Wschód–Zachód.
W latach 80. XX wieku podjął problematykę wyłaniającego się wtedy regionu Pacyfiku, publikując pierwszy w polskiej literaturze przedmiotu artykuł naukowy na ten temat. W latach 90. ukazała się praca zbiorowa pod jego redakcją poświęcona międzynarodowemu statusowi Tajwanu oraz monografia Stosunki międzynarodowe w regionie Azji i Pacyfiku. W następnych latach kontynuował tę problematykę badawczą, koncentrując się na kluczowej kwestii stosunków USA–Chiny, które przekształciły się w nowy globalny układ bipolarny. 
W jego dorobku naukowym są także publikacje poświęcone relacji ekonomii i polityki w stosunkach międzynarodowych. Wśród nich można wymienić nowatorską pracę zbiorową Geoekonomia oraz artykuł poświęcony międzynarodowej ekonomii politycznej, który stanowił pierwszą publikacją na ten temat w polskiej literaturze przedmiotu.
Największe znaczenie w prowadzonych przez niego badaniach miały kwestie związane z metodologiczno-teoretycznym statusem dyscypliny stosunki międzynarodowe. Pierwsze publikacje na ten temat ukazały się w pracach zbiorowych wydanych pod auspicjami Polskiego Towarzystwa Studiów Międzynarodowych. Zwieńczeniem badań na ten temat była zredagowana przez niego Encyklopedia stosunków międzynarodowych. 

## Publikacje
- Kategoria regionalizmu w nauce o stosunkach międzynarodowych, „Stosunki Międzynarodowe” 1982, nr 1, s. 49–59; E. Haliżak, Regionalizm morski, „Stosunki Międzynarodowe” 1992, nr 16, s. 59–71; E. Haliżak, Regionalizm w stosunkach międzynarodowych po zimnej wojnie, „Sprawy Międzynarodowe” 1986, nr 2, s. 31–47.
- Międzynarodowa ranga potencjału naukowo-technicznego Stanów Zjednoczonych, „Sprawy Międzynarodowe” 1985, nr 9, s. 95–111.
- Zagraniczna polityka naukowo-techniczna Stanów Zjednoczonych, „Sprawy Międzynarodowe”1986, nr 10, s. 59–73.
- Czynnik technologiczny w polityce zbrojeń Stanów Zjednoczonych, „Sprawy Międzynarodowe” 1988, nr 6, s. 83–97.
- Polsko-amerykańska współpraca naukowo-techniczna, „Sprawy Międzynarodowe” 1986.
- Region Pacyfiku w stosunkach międzynarodowych, „Sprawy Międzynarodowe” 1985.
- Stosunki międzynarodowe w regionie Azji i Pacyfiku, Warszawa 1999.
- Stosunki międzynarodowe. Geneza, Struktura, Dynamika (współredakcja: R. Kuźniar), Warszawa 2000.
- Unia Europejska – nowy typ wspólnoty międzynarodowej (współredakcja: S. Parzymies).
- Redaktor i autor „Rocznika Strategicznego”.
- Zmiana układu sił USA–Chiny a transformacja ładu międzynarodowego, „Żurawia Papers”, z. 7, Wydawnictwo Naukowe Scholar, Warszawa 2005.
- Wspólnota Pacyfiku a Wspólnota Wschodnioazjatycka, „Żurawia Papers”, z. 8, Wydawnictwo Naukowe Scholar, Warszawa 2006.
- Stosunki USA–Chiny: falsyfikacja hipotezy „pułapki Tukidydesa”, „Stosunki Międzynarodowe – International Relations” 2016, nr 4, s. 9–33.
- Wojna hegemoniczna USA–Chiny. Implikacje dla gospodarki światowej, w: M. Grącik, I. Stryjek (red.).
- Tajwan w stosunkach międzynarodowych, Wydawnictwo Naukowe Scholar, Warszawa 1996.
- Współczesna gospodarka w sieci międzynarodowych powiązań, Oficyna Wydawnicza SGH, Warszawa 2020, s. 155–171.
- Geoekonomia, Wydawnictwo Naukowe Scholar, Warszawa 2012.
- Międzynarodowa ekonomia polityczna – subdyscyplina nauki o stosunkach międzynarodowych, „Stosunki Międzynarodowe – International Relations” 2017.
- Wielo- i interdyscyplinarność nauki o stosunkach międzynarodowych, Rambler, Warszawa 2012.
- E. Haliżak, M. Pietraś (red.), Poziomy analizy stosunków międzynarodowych, Rambler, Warszawa 2013.
- Badanie polityki zagranicznej państwa, Rambler, Warszawa 2018.
- Polska w instytucjach międzynarodowych w latach 1918–2018, Narodowe Centrum Kultury, Warszawa 2019.
- Encyklopedia stosunków międzynarodowych, (pod red.) Wydawnictwo Naukowe Scholar, Warszawa 2024.